# Unité urbaine d'Alès
L'unité urbaine d'Alès est une unité urbaine française centrée sur Alès, sous-préfecture du département du Gard, dans la région Occitanie.

## Données générales
En 2010, selon l'Insee, l'unité urbaine d'Alès était composée de vingt-deux communes, toutes situées dans l'arrondissement d'Alès.
Dans le nouveau zonage de 2020, le périmètre des 22 mêmes communes est confirmé.
En 2022, avec 102 464 habitants, elle constitue la deuxième unité urbaine du Gard, après l'unité urbaine de Nîmes et occupe le 5e rang régional en Occitanie.
En 2022, sa densité de population s'élève à 334 hab/km2. Par sa superficie, elle représente 5,24 % du territoire départemental mais, par sa population, elle regroupe 13,41 % de la population du département du Gard.

Agglomérations de plus de 100000 habitants en France en 2022.

## Composition 2020 de l'unité urbaine
Elle est composée des 22 communes suivantes :
| Nom                        | Code Insee | Département | Statut       | Superficie (km2) | Population (dernière pop. légale) | Densité (hab./km2) | Modifier                                    |
| -------------------------- | ---------- | ----------- | ------------ | ---------------- | --------------------------------- | ------------------ | ------------------------------------------- |
| Alès (ville-centre)        | 30007      | Gard        | ville-centre | 23,16            | 45 025 (2022)                     | 1 944              | modifier les données · modifier les données |
| Anduze                     | 30010      | Gard        | banlieue     | 14,60            | 3 322 (2022)                      | 228                | modifier les données · modifier les données |
| Bagard                     | 30027      | Gard        | banlieue     | 14,55            | 2 595 (2022)                      | 178                | modifier les données · modifier les données |
| Boisset-et-Gaujac          | 30042      | Gard        | banlieue     | 14,24            | 2 621 (2022)                      | 184                | modifier les données · modifier les données |
| Cendras                    | 30077      | Gard        | banlieue     | 12,86            | 1 612 (2022)                      | 125                | modifier les données · modifier les données |
| Générargues                | 30129      | Gard        | banlieue     | 10,24            | 711 (2022)                        | 69                 | modifier les données · modifier les données |
| Les Mages                  | 30152      | Gard        | banlieue     | 12,69            | 2 107 (2022)                      | 166                | modifier les données · modifier les données |
| Méjannes-lès-Alès          | 30165      | Gard        | banlieue     | 6,58             | 1 232 (2022)                      | 187                | modifier les données · modifier les données |
| Mons                       | 30173      | Gard        | banlieue     | 15,94            | 1 789 (2022)                      | 112                | modifier les données · modifier les données |
| Rousson                    | 30223      | Gard        | banlieue     | 32,57            | 4 437 (2022)                      | 136                | modifier les données · modifier les données |
| Saint-Ambroix              | 30227      | Gard        | banlieue     | 11,74            | 3 353 (2022)                      | 286                | modifier les données · modifier les données |
| Saint-Brès                 | 30237      | Gard        | banlieue     | 11,37            | 684 (2022)                        | 60                 | modifier les données · modifier les données |
| Saint-Christol-lez-Alès    | 30243      | Gard        | banlieue     | 20,25            | 7 199 (2022)                      | 356                | modifier les données · modifier les données |
| Saint-Hilaire-de-Brethmas  | 30259      | Gard        | banlieue     | 13,91            | 4 643 (2022)                      | 334                | modifier les données · modifier les données |
| Saint-Jean-de-Valériscle   | 30268      | Gard        | banlieue     | 8,15             | 593 (2022)                        | 73                 | modifier les données · modifier les données |
| Saint-Jean-du-Pin          | 30270      | Gard        | banlieue     | 13,96            | 1 531 (2022)                      | 110                | modifier les données · modifier les données |
| Saint-Julien-de-Cassagnas  | 30271      | Gard        | banlieue     | 4,46             | 730 (2022)                        | 164                | modifier les données · modifier les données |
| Saint-Julien-les-Rosiers   | 30274      | Gard        | banlieue     | 14,01            | 3 492 (2022)                      | 249                | modifier les données · modifier les données |
| Saint-Martin-de-Valgalgues | 30284      | Gard        | banlieue     | 13,11            | 4 721 (2022)                      | 360                | modifier les données · modifier les données |
| Saint-Privat-des-Vieux     | 30294      | Gard        | banlieue     | 15,80            | 5 592 (2022)                      | 354                | modifier les données · modifier les données |
| Saint-Victor-de-Malcap     | 30303      | Gard        | banlieue     | 10,87            | 827 (2022)                        | 76                 | modifier les données · modifier les données |
| Salindres                  | 30305      | Gard        | banlieue     | 11,53            | 3 648 (2022)                      | 316                | modifier les données · modifier les données |

## Évolution démographique
L'évolution démographique ci-dessous concerne l'unité urbaine selon le périmètre défini en 2020.
| 1968   | 1975   | 1982   | 1990   | 1999   | 2006   | 2011   | 2016   | 2022    |
| ------ | ------ | ------ | ------ | ------ | ------ | ------ | ------ | ------- |
| 77 421 | 79 760 | 83 529 | 86 096 | 85 328 | 90 185 | 93 612 | 95 162 | 102 464 |